# Parti socialiste de France-Union Jean Jaurès
Pour les articles homonymes, voir Parti socialiste de France.
Le Parti socialiste de France-Union Jean Jaurès ou Parti socialiste de France (PSDF) est un parti politique français d'orientation socialiste constitué en 1933 à la suite de l'exclusion de la SFIO de plusieurs représentants du courant néo-socialiste, notamment Marcel Déat, Pierre Renaudel, Adrien Marquet et Gustave Fourment. Ce parti cesse d'exister en 1935 en intégrant une formation nouvelle, l'Union socialiste républicaine.
Le PSDF ne doit pas être confondu avec le PSF (Parti social français), expression politique des Croix-de-Feu du colonel François de La Rocque, mouvement de droite, conservateur.

## Histoire

### L'aile néo-socialiste de la SFIO
Au sein de la SFIO, dirigée depuis 1920 par Léon Blum, se forme au début des années 1930 une aile droite influencée à la fois par la situation de crise mondiale et par la progression des mouvements fascistes en Europe. Ses représentants principaux sont Pierre Renaudel, Marcel Déat, Adrien Marquet et Gustave Fourment. Leurs idées sont marquées par le réformisme, le planisme et l'autoritarisme et marquées par celles du socialiste belge De Man sont désignées comme néo-socialistes.
Majoritaire dans le groupe parlementaire[réf. nécessaire] de la SFIO, cette aile droite est très minoritaire au sein du parti, où elle est en butte à l'hostilité de l'aile gauche (partisans de Marceau Pivert ou du courant Bataille socialiste) et des centristes (partisans de Léon Blum). 

### Congrès de la SFIO de juillet 1933: l'épouvante de Léon Blum
L'antagonisme est particulièrement clair lors du congrès socialiste de juillet 1933. Adrien Marquet, député de la Gironde et maire de Bordeaux, déclare que le nouveau mot d'ordre des socialistes devrait être « Ordre, Autorité, Nation », discours duquel Léon Blum répond en disant être « épouvanté » (par ces idées fascisantes).
Les discours de la tendance néo-socialiste à ce congrès sont publiés dès 1933 chez l'éditeur Bernard Grasset.

### L'exclusion des néo-socialistes (novembre 1933)
Le Conseil national de la SFIO, réuni le 5 novembre 1933, prononce l'exclusion des néo-socialistes les plus marqués.

### Formation du PSDF
Le PSDF est constitué en décembre 1933 par les exclus de novembre.
Un certain nombre de députés SFIO rallient le nouveau parti (liste infra). Le président du groupe est Pierre Renaudel, le secrétaire Ernest Lafont.
La Vie socialiste (1926-1935), journal de Pierre Renaudel, devient celui des néo-socialistes.
Mais le PSDF ne réussit pas à convaincre un grand nombre de militants et d'élus de le rejoindre. Il apparait de surcroit divisé entre une aile modérée, incarnée notamment par Paul Ramadier, et une aile plus radicale.
Adrien Marquet quitte le parti dès 1934. Pierre Renaudel meurt en avril 1935.

### Fin du PSDF: l'Union socialiste républicaine (1935)
Le Parti socialiste de France fusionne en 1935 avec le Parti socialiste français et le Parti républicain-socialiste au sein de l'Union socialiste républicaine (USR), qui participe au Front populaire en 1936. Dans cette USR, on retrouve notamment Paul Ramadier.

## Suites: la collaboration de Marcel Déat
Après la défaite face à l'Allemagne (mai-juin 1940) et l'avènement du régime de Vichy (10 juillet), certains des membres du courant néo-socialiste suivent Marcel Déat au Rassemblement national populaire, qui soutient avec conviction la collaboration avec le Troisième Reich.
Ce choix de Marcel Déat et de ses partisans pendant la guerre discrédite le courant de pensée qu'il a représenté dans les années 1930, de sorte que par la suite l'appellation « néo » est utilisée de façon polémique dans les débats entre les tendances de la SFIO, puis du PS.

## Liste des députés du PSDF (législature 1932-1936)
| Nom                | Nom       | Nom                   | Circonscription |
| Président          | Président | Président             | Président       |
| ------------------ | --------- | --------------------- | --------------- |
|                    |           | Pierre Renaudel       | Var             |
| Secrétaire général |           |                       |                 |
|                    |           | Ernest Lafont         | Hautes-Alpes    |
| Membres            |           |                       |                 |
|                    |           | Henry Andraud         | Puy-de-Dôme     |
|                    |           | Édouard Barthe        | Hérault         |
|                    |           | Raymond Bérenger      | Eure-et-Loir    |
|                    |           | Laurent Camboulives   | Tarn            |
|                    |           | Hubert Carmagnolle    | Var             |
|                    |           | Antoine Cayrel        | Gironde         |
|                    |           | Henri Cazalet         | Gironde         |
|                    |           | Léon Chommeton        | Var             |
|                    |           | Adéodat Compère-Morel | Gard            |
|                    |           | Marcel Déat           | Seine           |
|                    |           | Louis Deschizeaux     | Indre           |
|                    |           | René Gounin           | Charente        |
|                    |           | Gabriel Lafaye        | Gironde         |
|                    |           | Joseph Lagrosillière  | Martinique      |
|                    |           | Georges Lasserre      | Gironde         |
|                    |           | Louis Lebel           | Somme           |
|                    |           | René Lebret           | Somme           |
|                    |           | Marc Lengrand         | Aisne           |
|                    |           | Justin Luquot         | Gironde         |
|                    |           | Adrien Marquet        | Gironde         |
|                    |           | Barthélemy Montagnon  | Seine           |
|                    |           | Paul Perrin           | Seine           |
|                    |           | André Pringolliet     | Savoie          |
|                    |           | Paul Ramadier         | Aveyron         |
|                    |           | Auguste Reynaud       | Var             |
|                    |           | Gaston Simounet       | Dordogne        |
|                    |           | Rodolphe Tonnellier   | Somme           |
|                    |           | Alexandre Varenne     | Puy-de-Dôme     |

## Liste de personnalités du PSDF
- Pierre Renaudel (1871-1935).
- Marcel Déat (1894-1955), SFIO (1918-1933), PSDF (1933), écrit dans L'Œuvre (1940), fondateur et chef du Rassemblement national populaire (RNP) (1941-1944), ministre du Travail à Vichy (1944) ; réussit à prendre la fuite en Allemagne en 1945, d'où il passe en Italie ; meurt à Turin en 1955.
- Adrien Marquet (1884-1955), SFIO, PSDF (1933), député-maire de Bordeaux (depuis 1924 et 1925), ministre du Travail en 1934, ministre de l'Intérieur sous la IIIe République et au début du régime de Vichy ; quitte dès 1934 le Parti socialiste de France[2].
- Ernest Lafont (1879-1946), avocat, député (1914-1936) sous diverses étiquettes, ministre de la Santé publique (1935-1936).
- Barthélemy Montagnon
- Paul Ramadier, député SFIO, PSDF (1933), USR (1936), sous-secrétaire d'État dans les gouvernements du Front populaire (1936) ; vote contre les pleins pouvoirs à Pétain en 1940 ; président du conseil (SFIO) en 1947.
- Gustave Fourment
- Gaston Clémendot, instituteur, pacifiste, un des principaux animateurs de la Fédération des Travailleurs socialistes de l'Yonne (1897 à 1910), SFIO, Parti socialiste de France (1933), Parti socialiste démocratique.
- Max Bonnafous, SFIO (), PSDF (1933) ; proche d'Adrien Marquet, dont il est le chef de cabinet au ministère du Travail (1934) puis au ministère de l'Intérieur de Vichy (juillet à septembre 1940) ; préfet en 1940-1941, secrétaire d'État à l'Agriculture et au Ravitaillement (1942) ; démissionne le 6 janvier 1944.
- Charles Baudouin, psychanalyste, écrivain, artiste et pédagogue ; au PSDF en 1934-1935, le quitte en 1935.
- Max Hymans (1900-1961), avocat ; plusieurs fois secrétaire d'État ; pendant la guerre, directeur des transports aériens de la France libre ; président d'Air France de 1948 à 1961.

## Textes issus du mouvement néo-socialiste
- Barthélémy Montagnon, Adrien Marquet, Max Bonnafous et Marcel Déat, Néo-socialisme ? Ordre, autorité, nation, préface et commentaire de Max Bonnafous, Paris, Grasset, 1933, 140 p. (Discours prononcés au congrès socialiste de juillet 1933).
- Déat Marcel, Discours, articles et témoignages, Coulommiers, Déterna, coll. « Documents pour l'histoire », 1999, 149 pages.
- Comité du Plan, Le Plan français : doctrine et plan d'action, préface de Marcel Déat, Paris, Fasquelle, 1936, 199 pages
- Marcel Déat, Mémoires politiques, introduction et notes de Laurent Theis, avec un « épilogue » d'Hélène Déat, Paris, Denoël, 1989, 990 pages